# Amata fervida
Amata fervida là một loài bướm đêm thuộc phân họ Arctiinae, họ Erebidae.